# Liste der Kulturdenkmäler in Cyriaxweimar
Die folgende Liste enthält die in der Denkmaltopographie ausgewiesenen Kulturdenkmäler auf dem Gebiet des Ortsteils Cyriaxweimar der  Stadt Marburg, Landkreis Marburg-Biedenkopf, Hessen.
Hinweis: Die Reihenfolge der Denkmäler in dieser Liste orientiert sich an der Anschrift, alternativ ist sie auch nach der Bezeichnung oder der Bauzeit sortierbar.
Kulturdenkmäler werden fortlaufend im Denkmalverzeichnis des Landes Hessen durch das Landesamt für Denkmalpflege Hessen auf Basis des Hessischen Denkmalschutzgesetzes (HDSchG) geführt. Die Schutzwürdigkeit eines Kulturdenkmals hängt nicht von der Eintragung in das Denkmalverzeichnis des Landes Hessen oder der Veröffentlichung in der Denkmaltopographie ab.

## Kulturdenkmäler
| Bild                                    | Bezeichnung           | Lage                                                 | Beschreibung | Bauzeit            | Objekt-Nr. |
| --------------------------------------- | --------------------- | ---------------------------------------------------- | --- | ------------------ | ---------- |
| Bild gesucht BW                         | Ehem. Kirche          | Cyriaxstraße 2 LageFlur: 3, Flurstück: 53/1, 53/1    | Im Kern gotische „Hainskirche“ aus Bruchsteinmauerwerk mit Eckquaderung, Sandsteingewände, Satteldach und vermauertem, giebelseitigem Spitzbogenportal, seit 1577 nicht mehr kirchlich genutzt und als Wirtschaftsgebäude Ende des 19. Jahrhunderts umgebaut; vermauerter Chorbogen des abgebrochenen Chors erhalten. | Ersterwähnung 1345 |            |
| Bild gesucht BW                         | Vierseitige Hofanlage | Cyriaxstraße 22 LageFlur: 3, Flurstück: 4/1          | | 19. Jh.            |            |
| Bild gesucht BW                         | Vierseitige Hofanlage | Cyriaxstraße 28 LageFlur: 2, Flurstück: 108/5        | | 18./19. Jh.        |            |
| Ansicht von der K69 (von Südosten).     | Sühnekreuz            | Außerhalb der Ortslage 1 LageFlur: 1, Flurstück: 4/2 | Spätmittelalterliches Rechtsmal in lateinischer Kreuzform aus Rotsandstein; Von Ockershausen kommend an der K 69 seitlich rechts am Straßenrand vor der Grenze des ehemaligen Standortübungsplatzes gelegen. Das Sühnekreuz wurde Mitte des 20. Jhs. von einem Panzer umgefahren und verlor dabei den obersten Teil seines Kreuzbalkens. Das fast bis zur Unkenntlichkeit abgewitterte Wappenrelief zeigt drei herzförmige Blätter im Schild, deren Spitzen sich in der Mitte berühren. Da verschiedene Geschlechter der Region dieses Wappenzeichen führten, ist eine exakte Zuordnung nicht möglich. |                    |            |
| Direkt Bild zu diesem Denkmal hochladen | Grenzstein            | Außerhalb der Ortslage 2 Flur: 5, Flurstück: 1/4     | | 1735               |            |